# Bodziec wyzwalający agresję

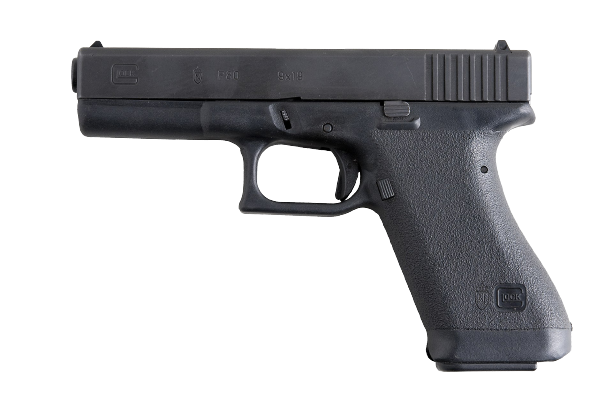
Broń – przykład bodźca wyzwalającego agresję

Bodziec wyzwalający agresję – nazwa bodźca w psychologii, który kojarzy się z agresją (np. broń). Taki bodziec, przez samo swoje pojawienie się, zwiększa prawdopodobieństwo wystąpienia aktów agresji.